# Castellum Titulianum
Castellum Titulianum (łac. Diocesis de Castello Tituliano) – stolica historycznej diecezji we Cesarstwie rzymskim w prowincji Numidia zlikwidowana w VII w. podczas ekspansji islamskiej, współcześnie w północnej Algierii. Obecnie katolickie biskupstwo tytularne. 

## Biskupi tytularni
| Lp. | Biskup        | Funkcja                             | Od             | Do |
| --- | ------------- | ----------------------------------- | -------------- | -- |
| 1   | Andrej Imrich | biskup pomocniczy Spiszu (Słowacja) | 4 czerwca 1992 |    |